# エナム・アーメド
エナム・アーメド（Enaam Ahmed、2000年2月4日 - ）は、パキスタン系のイギリス人レーシングドライバー。
アーメドは、2019年の全日本F3選手権ではB-MAX RACING with Motoparkから参戦した。アーメドは以前、ハイテックGPとの2018 FIAフォーミュラ3ヨーロッパ選手権、ダグラスモータースポーツとの2017 BRDC英国フォーミュラ3選手権 、ダグラスモータースポーツとの2016BRDC英国フォーミュラ3選手権に出場している。

## レーシングキャリア

### イギリスF4
2015年、アーメドはMSAフォーミュラにアーデンからデビュー。総合8位でフィニッシュし、1年目のレーシングカーで1レースとルーキーカップを獲得した。彼はまた、SMP F4選手権に時折出場し、5勝2ポールを獲得してさらに成功を収めた。
2016年には、アーメドが英国フォーミュラ3選手権にダグラスモータースポーツから参戦することが発表された。彼は総合5位でフィニッシュした。

### トヨタレーシングシリーズ
アーメドは2017年にレッドブルジュニアチームのルイス・リーズとリチャード・ヴェルショールと一緒にジャイルズモータースポーツからトヨタレーシングシリーズに参加した。

### BRDCフォーミュラ3選手権
2017年1月、アーメドはイギリスF3の第2シーズンに向けてカーリンに移籍することが発表された。アーメドは、オウルトン・パークでのシーズン開幕戦で3勝し、BRDC イギリス フォーミュラ3選手権の歴史を築いた。彼はまた、3つのレースで3つのファステストラップを記録し、95ポイントの満点でチャンピオンシップリーダーとして週末を去った。
彼はロッキンガムスピードウェイでのオープニングレースで勝利を収め、4レースから4勝を達成した。その後、スネッタートン・サーキットでの次のラウンドでさらに2勝すると、アーメドはドライバーが達成した勝利の総数を上回った。 2016年のキャンペーン（5）。アーメドは2017年の週末にシルバーストン・サーキットで初めて表彰台のトップステップを終えたが、2回の表彰台を獲得したことで、アーメドはチャンピオンシップの順位でリードを広げることができた。
アーメドは、スパ・フランコルシャンでの予選セッションで2017年シーズンの最初のポールを獲得した後、シーズンの7勝目と8勝目を記録した。さらに2位でフィニッシュしたことで、ドライバーズランキングのトップであるカーリンドライバーズのリードが、最も近いライバルのトビー・ソウェリーを82ポイント上回った。
ブランズ・ハッチでの次のラウンドで、エナアムはオープニングレースでライトからフラッグへの勝利を封印する前に、2回連続のポールポジションを獲得した。彼は8位から回復し、リバースグリッドレースで3位の表彰台を獲得し、週末の最終レースで、シーズン10回目のライトトゥフラッグでの勝利を記録した。
アーメドは、密封された2017 BRDCイギリス・フォーミュラ3選手権でシーズンの最後から2番目のラウンドでタイトルを|スネッタートン一致するトリプルF1世界チャンピオン- 12への彼の集計を取るために、さらに2勝を主張した、アイルトン・セナ、彼自身のタイトルからの勝利のの合計-1983年の優勝キャンペーン。その結果、カーリンのドライバーはわずか17歳でシリーズ史上最年少のチャンピオンになった。
ドニントン・パークでのシーズンフィナーレで、アイルトン・セナが1983年に達成した勝利の総数を超えて、アーメドはシーズンの24回目と最後のレース（キャンペーンの彼の13回目の勝利）に勝った（12）。彼は654ポイントで年を終え、最も近いライバルから164ポイント離れた。

### ヨーロッパフォーミュラ3選手権
2017年12月、アーメドはシルバーストーンを拠点とするハイテックGPで2018 FIAフォーミュラ3ヨーロッパチャンピオンシップに出場することが確認され、チャンピオンシップで9位に入賞するために2勝を挙げた。

### 全日本フォーミュラ3選手権
翌年、アーメドはスリーボンドレーシングで全日本F3選手権に出場するために日本に移ったが、シーズンが始まる前にB-Max レーシング with モトパークに切り替えた 。そこで彼は、チームメイトのサッシャ・フェネストラズとTOM'Sのドライバーである宮田莉朋に次ぐ3位となり、富士と菅生で2勝を挙げた。

### FIAフォーミュラ3選手権
その年の後半、アーメドはプレマ・パワーチームとのFIAフォーミュラ3ポストシーズンテストに参加。彼は最終的に、 2020FIAフォーミュラ3選手権でクレメント・ノバラクとキャメロン・ダスのパートナーとなるカーリンバズレーシングにサインした。7月30日、6レース後、カーリンはアーメドと彼のスポンサーがチームを去り、ベン・バーニコートに交代すると発表した。

## レース記録

### 略歴
| シーズン | シリーズ                                | チーム                          | レース | 優勝 | P.P | F.L. | 表彰台 | ポイント | 順位 |
| -------- | --------------------------------------- | ------------------------------- | ------ | ---- | --- | ---- | ------ | -------- | ---- |
| 2015年   | MSAフォーミュラ選手権                   | アーデンインターナショナル      | 30     | 1    | 0   | 0    | 4      | 176      | 8位  |
| 2015年   | SMP F4選手権                            | コイラネンGP                    | 15     | 5    | 2   | 0    | 7      | 0        | NC†  |
| 2016年   | BRDC英国フォーミュラ3選手権             | ダグラスモータースポーツ        | 23     | 1    | 0   | 0    | 5      | 349      | 5位  |
| 2016年   | BRDC英国フォーミュラ3オータムトロフィー | カーリン                        | 3      | 2    | 2   | 0    | 3      | 99       | 1位  |
| 2016年   | ユーロフォーミュラオープン選手権        | DAVレーシング                   | 8      | 0    | 0   | 0    | 0      | 49       | 11位 |
| 2017年   | BRDC英国フォーミュラ3選手権             | カーリン                        | 24     | 13   | 8   | 13   | 18     | 654      | 1位  |
| 2017年   | トヨタレーシングシリーズ                | ジャイルズモータースポーツ      | 15     | 1    | 0   | 1    | 2      | 586      | 6位  |
| 2018年   | FIAフォーミュラ3ヨーロッパ選手権        | ハイテックブルフロッグGP        | 30     | 2    | 2   | 1    | 4      | 174      | 9位  |
| 2018年   | マカオグランプリ                        | ハイテックブルフロッグGP        | 1      | 0    | 0   | 0    | 0      | NA       | DNF  |
| 2019年   | 全日本F3選手権                          | B-Maxレーシング with モトパーク | 20     | 2    | 1   | 1    | 8      | 63       | 3位  |
| 2019年   | ユーロフォーミュラオープン選手権        | モトパーク                      | 2      | 0    | 0   | 1    | 2      | 37       | 15位 |
| 2019年   | マカオグランプリ                        | カンポスレーシング              | 1      | 0    | 0   | 0    | 0      | NA       | 22位 |
| 2020年   | FIAフォーミュラ3選手権                  | Carlin Buzz Racing              | 6      | 0    | 0   | 0    | 0      | 0        | 32位 |

†アーメドはゲストドライバーだったので、チャンピオンシップポイントの資格がなかった。

### FIAフォーミュラ3ヨーロッパ選手権
（キー）（太字のレースのポールポジションを示す）（イタリック体のレースの最速ラップタイムを示している）
| 年     | チーム                   | エンジン   | 1       | 2       | 3        | 4       | 5       | 6       | 7        | 8        | 9       | 10       | 11        | 12       | 13       | 14      | 15      | 16      | 17      | 18      | 19       | 20      | 21       | 22      | 23        | 24      | 25       | 26       | 27       | 28      | 29        | 30      | DC  | ポイント |
| ------ | ------------------------ | ---------- | ------- | ------- | -------- | ------- | ------- | ------- | -------- | -------- | ------- | -------- | --------- | -------- | -------- | ------- | ------- | ------- | ------- | ------- | -------- | ------- | -------- | ------- | --------- | ------- | -------- | -------- | -------- | ------- | --------- | ------- | --- | -------- |
| 2018年 | ハイテックブルフロッグGP | メルセデス | PAU 1 6 | PAU 2 5 | PAU 3 2‡ | HUN 1 7 | HUN 2 1 | HUN 3 1 | NOR 1 14 | NOR 2 15 | NOR 3 8 | ZAN 1 16 | ZAN 2 Ret | ZAN 3 10 | SPA 1 19 | SPA 2 5 | SPA 3 6 | SIL 1 3 | SIL 2 4 | SIL 3 4 | MIS 1 21 | MIS 2 6 | MIS 3 10 | NÜR 1 4 | NÜR 2 Ret | NÜR 3 9 | RBR 1 22 | RBR 2 11 | RBR 3 18 | HOC 1 9 | HOC 2 Ret | HOC 3 8 | 9位 | 174      |

‡レース距離の75％未満が完了した場合に付与されるハーフポイント。

### 全日本フォーミュラ3選手権
| 年     | チーム                     | エンジン | クラス | 1       | 2     | 3       | 4       | 5         | 6        | 7       | 8         | 9       | 10      | 11    | 12    | 13      | 14      | 15      | 16        | 17       | 18       | 19        | 20      | 順位 | ポイント |
| ------ | -------------------------- | -------- | ------ | ------- | ----- | ------- | ------- | --------- | -------- | ------- | --------- | ------- | ------- | ----- | ----- | ------- | ------- | ------- | --------- | -------- | -------- | --------- | ------- | ---- | -------- |
| 2019年 | B-MAX RACING with Motopark | VW       |        | SUZ 1 3 | SUZ 2 | AUT 1 3 | AUT 2 3 | AUT 3 DSQ | OKA 1 10 | OKA 2 7 | OKA 3 Ret | SUG 1 6 | SUG 2 3 | FSW 1 | FSW 2 | SUG 1 4 | SUG 2 1 | SUG 3 4 | TRM 1 Ret | TRM 2 13 | TRM 3 11 | OKA 1 Ret | OKA 2 7 | 3位  | 63       |

- 太字はポールポジション、斜字はファステストラップ。(key)

### FIAフォーミュラ3選手権
（キー）（太字のレースのポールポジションを示す）（イタリック体のレースの最速ラップタイムを示している）
| 年     | チーム             | 1          | 2          | 3          | 4          | 5          | 6          | 7       | 8       | 9       | 10      | 11      | 12      | 13      | 14      | 15      | 16      | 17      | 18      | DC   | ポイント |
| ------ | ------------------ | ---------- | ---------- | ---------- | ---------- | ---------- | ---------- | ------- | ------- | ------- | ------- | ------- | ------- | ------- | ------- | ------- | ------- | ------- | ------- | ---- | -------- |
| 2020年 | Carlin Buzz Racing | RBR FEA 23 | RBR SPR 24 | RBR FEA 19 | RBR SPR 15 | HUN FEA 14 | HUN SPR 21 | SIL FEA | SIL SPR | SIL FEA | SIL SPR | CAT FEA | CAT SPR | SPA FEA | SPA SPR | MNZ FEA | MNZ SPR | MUG FEA | MUG SPR | 32位 | 0        |